# 第10回セントルイス映画批評家協会賞
第10回セントルイス映画批評家協会賞は2013年の映画を対象としており、2013年12月9日にノミネーションが発表され、同年12月16日に受賞者が発表された。

## 受賞一覧

### 作品賞
- 受賞 - 『それでも夜は明ける』
- 次点 - 『アメリカン・ハッスル』
  - 『ネブラスカ ふたつの心をつなぐ旅』
  - 『her/世界でひとつの彼女』
  - 『ゼロ・グラビティ』

### 監督賞
- 受賞 - スティーヴ・マックイーン - 『それでも夜は明ける』
- 次点 - アルフォンソ・キュアロン - 『ゼロ・グラビティ』
  - スパイク・ジョーンズ - 『her/世界でひとつの彼女』
  - デヴィッド・O・ラッセル - 『アメリカン・ハッスル』
  - アレクサンダー・ペイン - 『ネブラスカ ふたつの心をつなぐ旅』

### 主演男優賞
- 受賞 - キウェテル・イジョフォー - 『それでも夜は明ける』
- 次点 - マシュー・マコノヒー - 『ダラス・バイヤーズクラブ』
  - ブルース・ダーン - 『ネブラスカ ふたつの心をつなぐ旅』
  - クリスチャン・ベール - 『アメリカン・ハッスル』
  - マイケル・B・ジョーダン - 『フルートベール駅で』

### 主演女優賞
- 受賞 - ケイト・ブランシェット - 『ブルージャスミン』
- 次点 - メリル・ストリープ - 『8月の家族たち』
  - ジュディ・デンチ - 『あなたを抱きしめる日まで』
  - エイミー・アダムス - 『アメリカン・ハッスル』
  - サンドラ・ブロック - 『ゼロ・グラビティ』
  - エマ・トンプソン - 『ウォルト・ディズニーの約束』

### 助演男優賞
- 受賞 - ジャレッド・レト - 『ダラス・バイヤーズクラブ』
- 次点 - ウィル・フォーテ - 『ネブラスカ ふたつの心をつなぐ旅』
  - マイケル・ファスベンダー - 『それでも夜は明ける』
  - バーカッド・アブディ - 『キャプテン・フィリップス』
  - ハリソン・フォード - 『42 〜世界を変えた男〜』

### 助演女優賞
- 受賞 - ルピタ・ニョンゴ - 『それでも夜は明ける』
- 次点 - ジューン・スキッブ - 『ネブラスカ ふたつの心をつなぐ旅』
  - スカーレット・ヨハンソン - 『her/世界でひとつの彼女』
  - ジェニファー・ローレンス - 『アメリカン・ハッスル』
  - レア・セドゥー - 『アデル、ブルーは熱い色』

### 脚本賞
- 受賞 - スパイク・ジョーンズ - 『her/世界でひとつの彼女』
- 次点 - デヴィッド・O・ラッセル、エリック・ウォーレン・シンガー - 『アメリカン・ハッスル』
  - ボブ・ネルソン - 『ネブラスカ ふたつの心をつなぐ旅』
  - ケリー・マーセル、スー・スミス - 『ウォルト・ディズニーの約束』
  - ニコール・ホロフスナー - 『おとなの恋には嘘がある』

### 脚色賞
- 受賞 - ジョン・リドリー - 『それでも夜は明ける』
- 次点 - スティーヴ・クーガン、ジェフ・ポープ - 『あなたを抱きしめる日まで』
  - スコット・ノイスタッター、マイケル・H・ウェバー - 『いま、輝くときに』
  - ジュリー・デルピー、イーサン・ホーク、リチャード・リンクレイター - 『ビフォア・ミッドナイト』
  - ビリー・レイ - 『キャプテン・フィリップス』
  - デスティン・ダニエル・クレットン - 『ショート・ターム』

### 撮影賞
- 受賞 - エマニュエル・ルベツキ - 『ゼロ・グラビティ』
- 受賞 - ショーン・ボビット - 『それでも夜は明ける』
  - フェドン・パパマイケル - 『ネブラスカ ふたつの心をつなぐ旅』
  - ブリュノ・デルボネル - 『インサイド・ルーウィン・デイヴィス 名もなき男の歌』
  - フィリップ・ル・スール - 『グランド・マスター』
  - サイモン・ダガン - 『華麗なるギャツビー』

### 視覚効果賞
- 受賞 - 『ゼロ・グラビティ』
- 次点 - 『ホビット 竜に奪われた王国』
  - 『マイティ・ソー/ダーク・ワールド』
  - 『アイアンマン3』
  - 『パシフィック・リム』
  - 『スター・トレック イントゥ・ダークネス』

### 美術賞
- 受賞 - 『華麗なるギャツビー』
- 次点 - 『her/世界でひとつの彼女』
  - 『インサイド・ルーウィン・デイヴィス 名もなき男の歌』
  - 『それでも夜は明ける』
  - 『グランド・マスター』

### 作曲賞
- 受賞 - 『her/世界でひとつの彼女』
- 次点 - 『ネブラスカ ふたつの心をつなぐ旅』
- 次点 - 『ゼロ・グラビティ』
  - 『ウォルト・ディズニーの約束』
  - 『ホビット 竜に奪われた王国』
  - 『それでも夜は明ける』

### サウンドトラック賞
- 受賞 - 『インサイド・ルーウィン・デイヴィス 名もなき男の歌』
- 次点 - 『アナと雪の女王』
  - 『怪盗グルーのミニオン危機一発』
  - 『アメリカン・ハッスル』
  - 『華麗なるギャツビー』
  - 『黄金のメロディ マッスル・ショールズ』

### コメディ映画賞
- 受賞 - 『おとなの恋には嘘がある』
- 受賞 - 『ワールズ・エンド 酔っぱらいが世界を救う!』
  - 『ネブラスカ ふたつの心をつなぐ旅』
  - 『デンジャラス・バディ』
  - 『プールサイド・デイズ』

### アニメーション映画賞
- 受賞 - 『アナと雪の女王』
- 次点 - 『風立ちぬ』
  - 『怪盗グルーのミニオン危機一発』
  - 『クルードさんちのはじめての冒険』
  - 『モンスターズユニバーシティ』

### 外国語映画賞
- 受賞 - 『アデル、ブルーは熱い色』
- 次点 - 『少女は自転車にのって』 サウジアラビア
  - 『偽りなき者』 デンマーク
  - 『NO』 チリ
  - 『シージャック』 デンマーク

### ベストシーン
- 受賞 - 『それでも夜は明ける』 - 絞首刑のシーン
- 次点 - 『ゼロ・グラビティ』 - オープニング
  - 『キャプテン・フィリップス』 - 映画の終盤、船長が軍の医務官に詰問されて泣き崩れるシーン
  - 『her/世界でひとつの彼女』 - OSとのSEXシーン
  - 『プレイス・ビヨンド・ザ・パインズ/宿命』 - ライアン・ゴズリングが祭りの人混みの中を歩くオープニング

### アートハウス/フェスティバル映画賞
- 受賞 - 『ショート・ターム』
- 次点 - 『アデル、ブルーは熱い色』
- 次点 - 『フランシス・ハ』
  - 『私にだってなれる! 夢のナレーター単願希望』
  - 『ビフォア・ミッドナイト』
  - 『セインツ -約束の果て-』

### ドキュメンタリー映画賞
- 受賞 - Blackfish
- 次点 - 『物語る私たち』
- 次点 - 『アクト・オブ・キリング』
  - 『バックコーラスの歌姫たち』
  - 『黄金のメロディ マッスル・ショールズ』